# Molières 2016
La 28e cérémonie des Molières s'est déroulée le 23 mai 2016 aux Folies Bergère. Elle a été retransmise sur France 2 et présentée par Alex Lutz.
Alors qu'il présente la cérémonie, Alex Lutz est récompensé par le Molière de l'humour, qui est décerné pour la première fois lors de cette édition.

## Palmarès

### Molière du comédien dans un spectacle de théâtre public
- Charles Berling dans Vu du pont
  - Christian Hecq dans Vingt mille lieues sous les mers
  - Denis Lavant dans Les Fourberies de Scapin
  - François Marthouret dans Les affaires sont les affaires
  - Michel Vuillermoz dans Cyrano de Bergerac

### Molière du comédien dans un spectacle de théâtre privé
- Wladimir Yordanoff dans Qui a peur de Virginia Woolf ?
  - Michel Aumont dans Le Roi Lear
  - Michel Bouquet dans À torts et à raisons
  - Michel Fau dans Fleur de cactus

### Molière de la comédienne dans un spectacle de théâtre public
- Dominique Blanc dans Les Liaisons dangereuses
  - Catherine Hiegel dans Le Retour au désert
  - Francine Bergé dans Bettencourt boulevard ou Une histoire de France
  - Isabelle Huppert dans Phèdre(s)

### Molière de la comédienne dans un spectacle de théâtre privé
- Catherine Frot dans Fleur de cactus
  - Dominique Valadié dans Qui a peur de Virginia Woolf ?
  - Léa Drucker dans Un amour qui ne finit pas
  - Muriel Robin dans Momo

### Molière du comédien dans un second rôle
- Didier Brice dans À torts et à raisons
  - Jean-Michel Dupuis dans Le Mensonge
  - Pierre-François Garel dans Qui a peur de Virginia Woolf ?
  - Sébastien Thiéry dans Momo
  - Thierry Lopez dans Avanti !

### Molière de la comédienne dans un second rôle
- Anne Bouvier dans Le Roi Lear
  - Béatrice Agenin dans Un certain Charles Spencer Chaplin
  - Michèle Garcia dans  La Dame blanche
  - Raphaëline Goupilleau dans La Médiation

### Molière de la révélation masculine
- Alexis Moncorgé dans Amok
  - Julien Dereims dans Libres sont les papillons
  - Nicolas Martinez dans Ça n’arrive pas qu’aux autres
  - Julien Alluguette dans Les Vœux du cœur

### Molière de la révélation féminine
- Géraldine Martineau dans Le Poisson belge
  - Sandrine Molaro dans Madame Bovary
  - Mathilde Bisson dans Fleur de cactus
  - Ophélia Kolb dans La Médiation

### Molière du théâtre public
- Ça ira (1) Fin de Louis de Joël Pommerat, mise en scène de l'auteur, théâtre Nanterre-Amandiers
- Nominations :
  - Vingt mille lieues sous les mers d'après Jules Verne , mise en scène Christian Hecq et Valérie Lesort, théâtre du Vieux-Colombier
  - Lucrèce Borgia de Victor Hugo, mise en scène Denis Podalydès, Comédie-Française
  - Vu du pont d'Arthur Miller, mise en scène Ivo van Hove, Odéon - Théâtre de l'Europe

### Molière du théâtre privé
- Les Cavaliers d'après Joseph Kessel, mise en scène Éric Bouvron et Anne Bourgeois, théâtre La Bruyère
  - Fleur de cactus de Pierre Barillet et Jean-Pierre Grédy, mise en scène Michel Fau, théâtre Antoine
  - L'Être ou pas de Jean-Claude Grumberg, mise en scène Charles Tordjman, théâtre Antoine
  - Qui a peur de Virginia Woolf ? d'Edward Albee, mise en scène Alain Françon, théâtre de l'Œuvre

### Molière de l'auteur francophone vivant
- Joël Pommerat pour Ça ira (1) fin de Louis
  - Jean-Claude Grumberg pour L'Être ou pas
  - Léonore Confino pour Le Poisson belge
  - Michel Vinaver pour Bettencourt boulevard ou Une histoire de France
  - Sébastien Thiéry pour Momo

### Molière du metteur en scène d’un spectacle de théâtre public
- Joël Pommerat pour Ça ira (1) fin de Louis
  - Christian Hecq et Valérie Lesort pour Vingt mille lieues sous les mers
  - Ivo van Hove pour Vu du pont
  - Éric Ruf pour Roméo et Juliette

### Molière du metteur en scène d’un spectacle de théâtre privé
- Alain Françon pour Qui a peur de Virginia Woolf ?
  - Éric Bouvron et Anne Bourgeois pour Les Cavaliers
  - Michel Fau pour Fleur de cactus
  - Sébastien Azzopardi pour La Dame blanche

### Molière de la comédie
- Les Faux British de Henry Lewis (en), Jonathan Sayer et Henry Shields, mise en scène Gwen Aduh, théâtre Tristan-Bernard
  - Fleur de cactus de Pierre Barillet et Jean-Pierre Gredy, mise en scène Michel Fau, théâtre Antoine
  - Maris et Femmes de Woody Allen, mise en scène Stéphane Hillel, théâtre de Paris
  - Momo de Sébastien Thiéry, mise en scène Ladislas Chollat, théâtre de Paris

### Molière du spectacle musical
- Les Fiancés de Loches de Georges Feydeau et Maurice Desvallières, mise en scène Hervé Devolder, théâtre du Palais-Royal
  - Cats d'Andrew Lloyd Webber, mise en scène Trevor Nunn et Gillian Lynne, théâtre Mogador
  - Irma la Douce, d'Alexandre Breffort et Marguerite Monnot, mise en scène Nicolas Briançon, théâtre de la Porte-Saint-Martin
  - Kiki, le Montparnasse des années folles d'Hervé Devolder et Milena Marinelli, mise en scène Hervé Devolder, théâtre de la Huchette

### Molière de l'humour
- Alex Lutz dans Alex Lutz d’Alex Lutz et Tom Dingler, mise en scène Tom Dingler
  - Laurent Gerra dans Laurent Gerra de Laurent Gerra et Jean-Jacques Peroni, mise en scène Laurent Gerra
  - Sophia Aram dans Le fond de l'air effraie de Sophia Aram et Benoît Cambillard, mise en scène Benoît Cambillard.
  - Stéphane Guillon dans Certifié Conforme de Stéphane Guillon, mise en scène Muriel Cousin
  - Valérie Lemercier dans Valérie Lemercier au théâtre du Châtelet de Valérie Lemercier et Sabine Haudepin

### Molière seul(e) en scène
- Les Chatouilles (ou la Danse de la colère) d'Andréa Bescond, mise en scène Éric Métayer, théâtre du Petit-Montparnasse
  - Ancien malade des hôpitaux de Paris de Daniel Pennac, mise en scène Benjamin Guillard, théâtre de l'Atelier
  - Maligne de Noémie Caillaut, Morgan Perez, Gabor Rassov et Caroline Verdu, mise en scène Morgan Perez, théâtre de la Porte-Saint-Martin
  - Une vie sur mesure de Cédric Chapuis, mise en scène Stéphane Batlle, théâtre Tristan-Bernard

### Molière du jeune public
- Pinocchio de Joël Pommerat, mise en scène de l'auteur, Odéon - Théâtre de l'Europe
  - Aladin de Jean-Philippe Daguerre et Igor De Chaillé, mise en scène Jean-Philippe Daguerre, théâtre du Palais-Royal
  - La Petite Fille aux allumettes de Julien Salvia, Ludovic-Alexandre Vidal et Anthony Michineau, mise en scène David Rozen, théâtre du Gymnase Marie-Bell
  - Raiponce et le Prince aventurier de Julien Salvia, Anthony Michineau et Ludovic-Alexandre Vidal, mise en scène Guillaume Bouchède, théâtre de la Porte-Saint-Martin

### Molière de la création visuelle
- Vingt mille lieues sous les mers, décors et costumes Éric Ruf, lumière Pascal Laajili
  - Fleur de cactus, décors Bernard Fau, costumes David Belugou, lumière Joël Fabing
  - La Dame blanche, décors Juliette Azzopardi, costumes Pauline Zurini, lumière Philippe Lacombe, masques Marion Even
  - Un certain Charles Spencer Chaplin, décors Jean Haas, costumes Jean-Daniel Vuillermoz, lumière Franck Thévenon

### Molière d'honneur
- Fabrice Luchini

## Controverse autour de la diversité dans le théâtre français
Le 20 mai 2016, trois jours avant la cérémonie des Molières, certains artistes du monde du théâtre publient une tribune intitulée « Les Molières de la honte » dans le magazine culturel Télérama déplorant l'absence de diversité dans le théâtre français. Selon eux, les Molières sont « coupables d'un racisme par omission » en constatant parmi la liste des nommés un « silence dans la profession » autour du manque de représentativité flagrant de la société française contemporaine. Les auteurs du texte, Yann Gael et David Bobée (représentant le collectif Décoloniser les arts), reprochent ainsi le manque d'inclusivité de ce milieu culturel qui refuse de « récompenser un théâtre de tous pour tous ». Par leur tribune, ils invitent les citoyens à se rassembler pacifiquement et protester devant les Folies Bergère, lors de la cérémonie des Molières.
Face à ces critiques, le maître de cérémonie, l'acteur Alex Lutz, propose au président des Molières, Jean-Marc Dumontet, de faire intervenir un vigile de couleur interrompant les comédiens lauréats dans leurs discours, qu'il rebaptise Touchi-toucha, tel un personnage fictif. Ce dernier intervient à chaque discours en « touchant leur visage sans brutalité », à bord d'un Segway. Interprété par un homme qui n'est pas comédien, celui-ci finit par se faire « touchoter » par certains comédiens à la fin de la cérémonie. Cette initiative est largement relayée le lendemain dans les journaux, jugée comique, dont notamment dans un article du Huffington Post.
Cependant, d'autres dénoncent cette idée, y voyant une réitération de stéréotypes négatifs emprunts d'un imaginaire hérité de la colonisation dans cette « représentation inconsciente des Noirs » dont l'animalité, la docilité ou le caractère bon enfant affectent le personnage de Touchi-toucha malencontreusement. Un an plus tard, l'émission LSD, La série documentaire de France Culture revient sur cet épisode dans un documentaire nommé Le cinéma et le théâtre à l'épreuve de la diversité en donnant la parole à certains praticiens de théâtre et de cinéma souhaitant décoloniser les imaginaires des professionnels « afin que bientôt, les scènes comme le public du théâtre français, offrent un plus juste reflet de notre société ».

## Audiences
- Diffusé entre 22 h 15 et 1 h 20 sur France 2, les Molières réunissent 1 202 000 téléspectateurs, soit 11,6 % du public[5].